# Ramon Condal i Escudé
Ramon Condal i Escudé (Torrefeta i Florejacs, la Segarra, 8 d'agost de 1937 – Barcelona, 26 de juliol de 2016) fou un empresari català, cofundador i director general de Condis, president del RCD Espanyol entre 2011 i 2012.

## Vida empresarial
Va ésser vocal del Consell d'Empreses Distribuïdores d'Alimentació de Catalunya, i de l'Associació Espanyola de Distribuïdors, Autoserveis i Supermercats. Fou guardonat amb la Medalla al treball President Macià l'any 2010.

## President del RCD Espanyol
Fou un dels màxims accionistes del RCD Espanyol després de la compra del paquet d'accions de José Manuel Lara Bosch. En la Junta Extraordinària que el club celebrà el 12 de juliol de 2011, fou proclamat nou president de l'entitat esportiva en substitució de Daniel Sánchez Llibre, el 30 de setembre de 2012, amb només un punt de 18 de possibles, l'equip se situa cuer en solitari amb el pitjor inici de la seva història en la Lliga, i el 3 d'octubre el consell d'administració es dissol i anuncia eleccions per al 19 de novembre, que guanya Joan Collet i Diví amb el suport del 61% de les accions.
El 2 de novembre de 2015 els fins llavors màxims accionistes del RCD Espanyol, Daniel Sánchez Llibre i Ramon Condal i Escudé venen prop del 50% del capital, que passa a mans del grup xinès Rastar Group. El dia 26 de juliol de 2016, Ramon Condal i Escudé mor a l'edat de 78 anys.